# Goran Sablić
Goran Sablić (8 d'octubre de 1979, Sinj, Croàcia, RFS Iugoslàvia) és un futbolista croat que juga al Dinamo de Kíiv.